# Amaranthus adulterinus
Amaranthus adulterinus là loài thực vật có hoa thuộc họ Dền. Loài này được Thell. mô tả khoa học đầu tiên năm 1928.